# Wifredo Lam
Wifredo Lam, född 2 december 1902 i Sagua La Grande, död 11 september 1982 i Paris, var en kubansk målare. 
Lam tog starka intryck av Picasso och surrealismen, men han hade sin utgångspunkt i afrikansk skulptur och folkkonst.
Lam bodde under många år i Paris tillsammans med sin svenskfödda hustru Lou Laurin-Lam. De fick tre söner tillsammans. Lam finns representerad vid bland annat Nationalmuseum i Stockholm.